# 롭 자브레키
롭 자브레키(Rob Zabrecky, 1968년 6월 2일 ~ )는 미국의 배우, 음악가, 마술사, 텔레비전 배우이다.
버뱅크에서 태어났다.

## 영화
- 부! (2019년)
- 고스트 스토리 (2017년) - 개척자 역
- 지하실 (2015년)